# Цветков, Юрий Владимирович

Академик Ю. В. Цветков (в первом ряду слева) с молодыми сотрудниками в лаборатории

Ю́рий Влади́мирович Цветко́в (24 ноября 1929, Москва — 12 октября 2020, там же) — советский и российский металлург и физикохимик. Доктор технических наук, профессор, академик Российской академии наук. Заведующий лабораторией плазменных процессов в металлургии и обработке материалов Института металлургии и материаловедения имени А. А. Байкова РАН. Лауреат премии Совета Министров СССР и премии имени П. П. Аносова РАН.

## Биография

### Происхождение
Ю. В. Цветков родился 24 ноября 1929 года в Москве в семье специалиста по технологии лёгкой промышленности и организатора высшего образования Владимира Николаевича Цветкова (1901—1963).
В 1930 году В. Н. Цветков окончил МИНХ им. Г. В. Плеханова, работал на инженерных должностях и занимался научной деятельностью в обувной промышленности. Кандидат технических наук, доцент. С 1938 по 1941 год был деканом технологического факультета МТИЛП, в дальнейшем — заместителем заведующего отделом Московского городского комитета КПСС. С 1951 года до конца жизни — ректор Московского технологического института лёгкой промышленности.
Мать Юрия Владимировича, Инна Петровна Цветкова (1901—1982), многие годы работала учителем начальных классов.

### Хроника творческой жизни
- 1947: поступил в Московский институт тонкой химической технологии. После передачи кафедры из МИТХТ продолжил обучение в МХТИ;
- 1952: окончил инженерный физико-химический факультет Московского химико-технологического института им. Д. И. Менделеева;
- 1952—1953: инженер НИИ Главгорстроя СССР.

Дальнейшая трудовая и научная деятельность Ю. В. Цветкова связана с ИМЕТ им. А. А. Байкова АН СССР/РАН:
- 1953—1956: обучение в аспирантуре;
- 1956—1962: младший научный сотрудник;
- 1958: защитил диссертацию на тему «Восстановление оксидов цветных металлов газовыми восстановителями» (научный руководитель — член-корреспондент АН СССР Д. М. Чижиков). Кандидат технических наук;
- 1962—1972: старший научный сотрудник лаборатории физико-химических основ металлургии цветных и редких металлов;
- 1968: защитил диссертацию на тему «Исследование термодинамики и кинетики восстановления некоторых окислов цветных металлов и редких металлов в различных агрегатных состояниях». Доктор технических наук.

Своим основным учителем в науке Ю. В. Цветков считает академика АН СССР Николая Николаевича Рыкалина (1903—1985), создателя и первого руководителя лаборатории теории сварочных процессов ИМЕТ, преобразованной в 1962 году в лабораторию плазменной металлургии. С работой в этом подразделении ИМЕТ связаны основные вехи научной карьеры и творческой деятельности Юрия Владимировича.
- 1972—1982: старший научный сотрудник лаборатории плазменных процессов в металлургии и обработке материалов;
- 1982—1985: заведующий сектором;
- 1985: присвоено учёное звание профессора;
- с 1985 по настоящее время: заведующий лабораторией плазменных процессов в металлургии и обработке металлов;
- 1994: избран членом-корреспондентом Российской академии наук по специальности «Физикохимия и технология конструкционных материалов»;
- 2006: избран действительным членом Российской академии наук по специальности «Физикохимия и технология неорганических материалов».

Умер в 2020 году. Похоронен на Новодевичьем кладбище.

## Научная и педагогическая деятельность
Академику Ю. В. Цветкову, ведущему российскому учёному — специалисту по термодинамике, кинетике и механизму процессов диссоциации, испарения и восстановления в металлургических системах при высоких температурах, принадлежат основополагающие исследования в области физикохимии и технологии получения конструкционных и функциональных материалов с особыми свойствами, в том числе наноматериалов, методами плазмохимического восстановления и синтеза.
Им создана теория процессов восстановления в различных агрегатных состояниях, изучена термодинамика испарения и диссоциации оксидов, исследованы фундаментальные основы взаимодействия термической плазмы с веществом, в том числе с наноматериалами, разработаны технологии управляемого плазмохимического синтеза нанопорошков элементов и соединений. На Узбекском комбинате тугоплавких и жаропрочных металлов и на комбинате «Южуралникель» под научным руководством Ю. В. Цветкова реализованы промышленные плазменные процессы водородного восстановления оксидов и восстановительной плавки. Определены условия получения с помощью плазмы новых материалов с повышенными эксплуатационными свойствами — наноструктурных твёрдых сплавов, имплантатов, композитов и покрытий. Разработана концепция энерготехнологии будущего, основанная на создании экологически чистого энерготехнологического комплекса на базе плазменной техники.
Ю. В. Цветков — руководитель ведущей научной школы. Автор более 300 научных трудов, в том числе 6 монографий, а также 40 авторских свидетельств и патентов. Его непосредственными учениками являются более 30 докторов и кандидатов наук. Руководитель филиала кафедры высокотемпературных процессов, материалов и алмазов НИТУ МИСиС в ИМЕТ РАН, читает курс лекций «Физикохимия и технология плазменных процессов». Председатель Диссертационного совета Д.002.060.03 при ИМЕТ РАН, член диссертационных советов: Д.520.009.05 при НИЦ «Курчатовский институт» и при ЦНИИчермет им. И. П. Бардина.
Главный редактор научно-технического журнала «Физика и химия обработки материалов», заместитель главного редактора журнала «Проблемы чёрной металлургии и материаловедения».

## Признание
- 1975: премия Совета Министров СССР — за цикл работ по разработке материалов с особыми свойствами.
- 2008: премия им. П. П. Аносова РАН — за серию работ по термодинамике испарения и диссоциации оксидов, обобщённых в монографиях «Испарение оксидов» и «Термодинамика испарения оксидов» (совместно с Е. К. Казенасом)[8].
- 2013: Международная премия имени Е. К. Завойского[9][10].
- 2019: Золотая медаль имени Д. К. Чернова — за совокупность работ «Плазменные процессы в металлургии и обработке материалов».

## Список наиболее известных научных трудов[11][12]
1. Низкотемпературная плазма в процессах восстановления. // М.: Наука, 1980. — 360 с. — Соавт.: С. А. Панфилов;
2. Пути интенсификации процессов восстановления в свете адсорбционно-каталитических представлений. / В кн.: Физическая химия окислов металлов. // М.: Наука, 1981. — С. 9—15;
3. Особенности термодинамики и кинетики плазменно-металлургических процессов. / В кн.: Физика и химия плазменных металлургических процессов. // М.: Наука, 1985;
4. Высокодисперсные порошки вольфрама и молибдена. // М.: Металлургия, 1988. — 193 с. — Соавт.: Р. У. Каламазов, А. А. Кальков;
5. Водород в металлургии. / В кн.: Атомно-водородная энергетика и технология. // М.: Энергоатомиздат, 1988, вып. № 8;
6. Плазменная металлургия. // Новосибирск: Наука, 1992. — 265 с. — Соавт.: А. В. Николаев, С. А. Панфилов;
7. Yu. V. Lyakishev, Yu. V. Tsvetkov et al. Problems of metallurgical plants of the future. Steel industry of Russia and CIS in the XXIst century. Moscow, 1994. pp. 35-39;
8. Yu. V. Tsvetkov. Plasma processes in metallurgy. Thermal plasma and new materials technology. Cambridge. Interscience Publishing. Vol. 2, 1995. Cambridge, England, pp. 291—322;
9. Испарение оксидов. // М.: Наука, 1997, 543 с. — Соавт.: Е. К. Казенас;
10. Плазменные процессы в металлургии будущего (проблемы создания энергометаллургического комплекса). // Сталь, 1998, № 10, с. 55—60. — Соавт.: А. В. Николаев;
11. Железный век продолжается.// Металлы Евразии, № 4, 1999, с. 54—59. — Соавт.: Н. П. Лякишев;
12. О создании экологически чистого энергометаллургического комплекса. // Экология и промышленность России, № 5, 1999, с. 11—15.
13. N. V. Alekseev, A. V. Samokhin, Yu. V. Tsvetkov. Synthesis of titanium carbonitride nanopowder by titanium tetrachloride treatment in hydrocarbon-air plasma. High energy chemistry, vol. 33, No. 3, 1999, pp. 194—197;
14. Yu. V. Tsvetkov. Plasma metallurgy. Current state, problems and prospects. Pure and Applied Chemistry, Vol. 71, No. 10, 1999, pp. 1853—1862;
15. О влиянии адсорбционно-каталитической теории Г. И. Чуфарова на развитие теоретической металлургии. Оксиды. Физико-химические свойства. // Екатеринбург: УрО РАН, 2000. — С. 9—12;
16. Плазменно-каталитическая конверсия углеводородов. // Химическая технология, 2001, с. 7—11. — Соавт.: Н. В. Алексеев, А. В. Самохин;
17. Плазменная металлургия — перспективная технология XXI века. // Металлы, 2001, № 5, с. 24—31;
18. Получение водородсодержащих газов неполным окислением пропана при воздействии электрического разряда в условиях «холодного старта» реактора. // Химическая технология, 2002, № 7, с. 11—13. — Соавт.: Н. В. Алексеев, А. В. Самохин, А. Б. Гугняк, К. Н. Агафонов;
19. Термическая водяная конверсия углеводородов. Химическая технология, 2003, № 9, с. 6—8. — Соавт.: Н. В. Алексеев, А. В. Самохин, Е. В. Троицкая.
20. О создании экологически чистой тепловой станции на базе металлургических технологий / Цветные металлы, 2005, № 4, с. 46—50. — Соавт.: В. В. Мечев, О. А. Власов;
21. Плазма в металлургии. / Энциклопедия низкотемпературной плазмы (под ред. ак. В. Е. Фортова) // М.: Янус-К, 2006. — Т. X1—5. Прикладная химия плазмы. Раздел 4, глава 1, с. 199—222;
22. Термическая плазма в нанотехнологиях. // Наука в России, 2006, № 2, с. 4—9;
23. Плазмохимические процессы создания нанодисперсных порошковых материалов // Химия высоких энергий, 2006, т. 40, № 2, с. 120—126. — Соавт.: А. В. Самохин, Н. В. Алексеев;
24. Плазменные процессы в составе энергометаллургического комплекса (некоторые проблемы металлургии будущего). // Ресурсы. Технология. Экономика. — 2006, № 2, с. 20—26; № 3, с. 38—42. — Соавт.: А. В. Николаев;
25. Энергометаллургический комплекс на базе плазменной техники // Энергетика России: проблемы и перспективы. — М-Наука, 2006, с. 154—162;
26. Термическая плазма в нанотехнологиях и наноиндустрии / Вакуумная наука и техника. // М.: МИЭМ, 2007, с. 168—171. — Соавт.: А. В. Самохин;
27. Термодинамика испарения оксидов. // M: Издательство ЛКИ, 2008. — 480 с. — Соавт.: Е. К. Казенас;
28. Плазменная нанопорошковая металлургия. // Киев: Автоматическая сварка, 2008. — Соавт.: А. В. Самохин;
29. Окисление органических примесей в технологических алюминатных растворах при воздействии струи термической плазмы // «Известия высших учебных заведений. Цветная металлургия», № 3, 2010. — Стр. 19—23. — Соавт.: А. В. Самохин, Н. В. Алексеев, Ю. А. Лайнер;
30. Исследование плазменного жидкофазного углетермического восстановления железо-титанового концентрата // Физика и химия обработки материалов, № 2, 2010. — Стр. 15—20. — Соавт.: А. А. Николаев, Д. Е. Кирпичёв, А. В. Николаев.

## Наиболее актуальные патенты
1. Плазменная установка для получения нанодисперсных порошков. / Патент РФ № 234225 С11, 27.11.2007, бюл. № 33. — Соавт.: Н. В. Алексеев, А. В. Самохин;
2. Способ получения порошков на основе карбида вольфрама. / Патент РФ № 2349424, 2009. — Соавт.: Ю. В. Благовещенский, Н. В. Алексеев, А. В. Самохин, Ю. И. Мельник, С. А. Корнев;
3. Способ плазменного восстановления железа из оксидного расплава и устройство для его осуществления. / Патент РФ № 2384625 от 20.03.2010. — Соавт.: А. В. Николаев, А. А. Николаев, В. Г. Мизин, К. А. Солнцев.

## Семья, досуг
Жена Юрия Владимировича, Зоя Николаевна Цветкова (род. 1928) — химик, кандидат химических наук. Сын, Дмитрий Юрьевич Цветков (род. 1955) — астрофизик, кандидат физико-математических наук, ведущий научный сотрудник Государственного астрономического института им. П. К. Штернберга.
Ю. В. Цветков — обладающий широким кругозором историк-любитель, интересующийся прежде всего историей Отечества (в частности, технического прогресса в СССР 1930-х — 1950-х годов), Франции и Англии (Столетней войной). Ценитель и знаток исторической драмы (прежде всего — Шекспира).